# Nops gertschi
Espèce
Nops gertschi est une espèce d'araignées aranéomorphes de la famille des Caponiidae.

## Distribution
Cette espèce est endémique de République dominicaine. Elle se rencontre dans les provinces de La Vega, de San Cristóbal et d'Azua.

## Description
Le mâle holotype mesure 5,98 mm.
Le mâle décrit par Sánchez-Ruiz et Brescovit en 2018  mesure 7,5 mm et la femelle 7,75 mm.

## Étymologie
Cette espèce est nommée en l'honneur de Willis John Gertsch.

## Publication originale
- Chickering, 1967 : The genus Nops (Araneae, Caponiidae) in Panama and the West Indies. Breviora, no 274, p. 1-19 (texte intégral).